# Geschützter Landschaftsbestandteil Steinbruch Mäckinger Bachtal

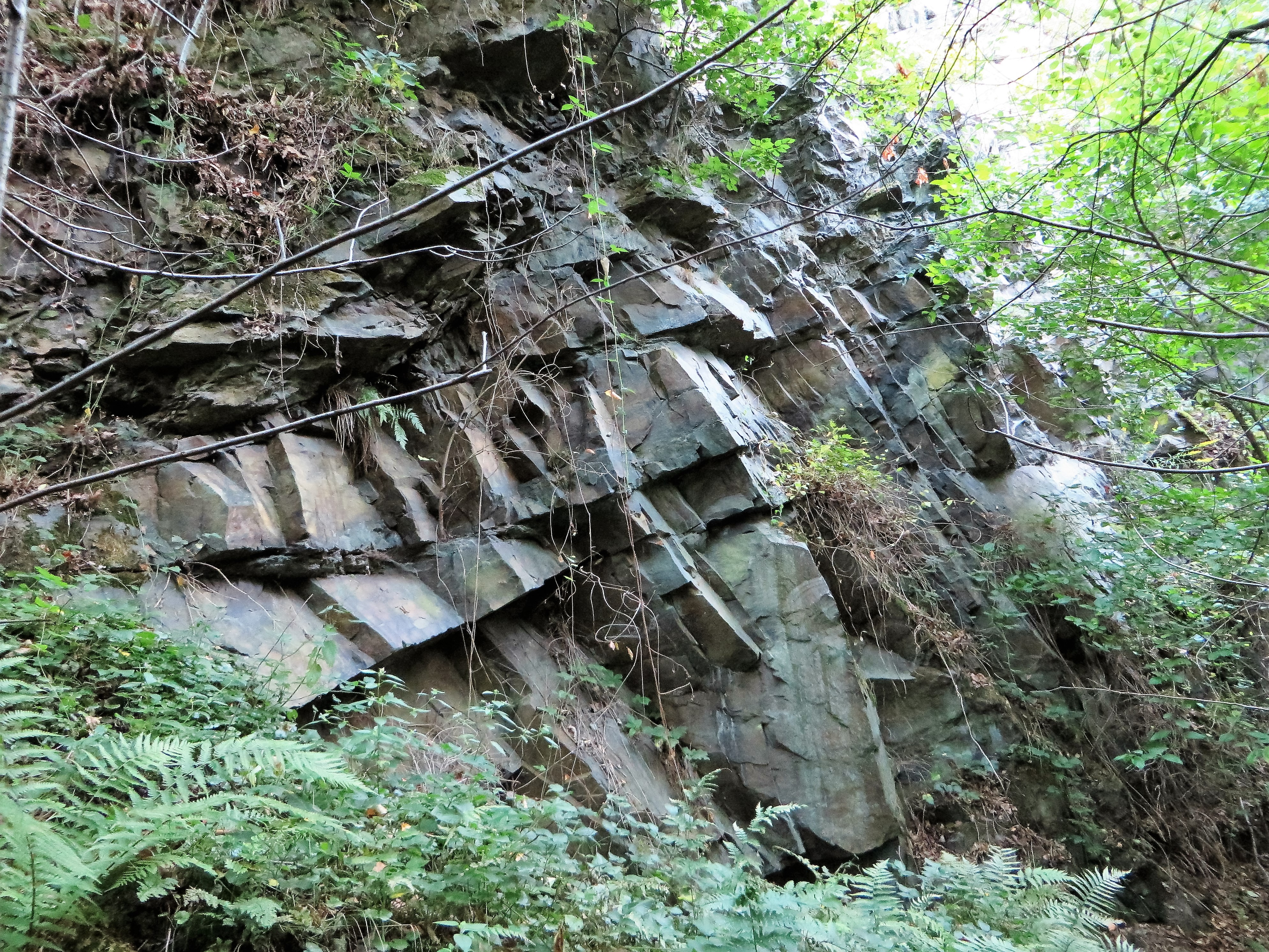
Geschützter Landschaftsbestandteil Steinbruch Mäckinger Bachtal

Der Geschützte Landschaftsbestandteil Steinbruch Mäckinger Bachtal mit einer Flächengröße von 0,95 ha liegt auf dem Gebiet der kreisfreien Stadt Hagen in Nordrhein-Westfalen. Der LB wurde 1994 mit dem Landschaftsplan der Stadt Hagen vom Stadtrat von Hagen ausgewiesen. Der LB ist umgeben vom Landschaftsschutzgebiet Eilper Berg/Langenberg.

## Beschreibung
Beschreibung im Landschaftsplan: „Der Landschaftsbestandteil liegt östlich der Ortschaft Mäcking am Fuße des Eilper Berges. Es handelt sich um einen Grauwacke-Steinbruch der Mühlenberg-Schichten des Mitteldevons mit Fels- und Steinschuttbereichen.“

## Schutzzweck
Laut Landschaftsplan erfolgte die Ausweisung „zur Sicherung der Leistungsfähigkeit des Naturhaushalts durch Erhalt eines Lebensraumes für wärmeliebende Tier- und Pflanzenarten und zur Gliederung und Belebung des Landschaftsbildes durch Sicherung eines geowissenschaftlich bedeutenden Objektes.“